# Dänemark-Rundfahrt 2008
Die 18. Dänemark-Rundfahrt war ein Straßenradrennen, dass vom 30. Juli bis 3. August 2008 stattfand. Das Etappenrennen wurde in vier Etappen und zwei Halbetappen über eine Distanz von 870 km ausgetragen. Das Rennen war Teil der Rennserie UCI Europe Tour 2008 und dort in die höchste Kategorie 2.HC eingestuft.

## Wertungen im Tourverlauf
Die Tabelle zeigt den Führenden in der jeweiligen Wertung nach der jeweiligen Etappe an.
| Etappe | Gesamtwertung   | Punktwertung    | Bergwertung        | Nachwuchswertung | Teamwertung        |
| ------ | --------------- | --------------- | ------------------ | ---------------- | ------------------ |
| 1.     | Rubén Bongiorno | Rubén Bongiorno | Martin Mortensen   | Martin Mortensen | Team Columbia      |
| 2.     | Matti Breschel  | Matti Breschel  | Martin Mortensen   | Matti Breschel   | Team Columbia      |
| 3.     | Matti Breschel  | Matti Breschel  | Martin Mortensen   | Matti Breschel   | Team Gerolsteiner  |
| 4a     | Matti Breschel  | Matti Breschel  | Martin Mortensen   | Matti Breschel   | Team Gerolsteiner  |
| 4b     | Jakob Fuglsang  | Matti Breschel  | Martin Mortensen   | Jakob Fuglsang   | Team CSC-Saxo Bank |
| 5.     | Jakob Fuglsang  | Matti Breschel  | Kristoffer Nielsen | Jakob Fuglsang   | Team CSC-Saxo Bank |
| Sieger | Jakob Fuglsang  | Matti Breschel  | Kristoffer Nielsen | Jakob Fuglsang   | Team CSC-Saxo Bank |

## Ausgeschiedene Fahrer
| Etappe | Fahrer           | Team               | Grund                  |
| ------ | ---------------- | ------------------ | ---------------------- |
| DNS 1. | Mauro Richeze    | CSF Group-Navigare |                        |
| DNF 1. | Hugo Sabido      | Barloworld         | Magenprobleme          |
| DNF 2. | Dries Devenyns   | Silence-Lotto      | Gebrochenes Handgelenk |
| DNF 2. | Sven Krauß       | Team Gerolsteiner  |                        |
| DNS 3. | Harald Totschnig | Elk Haus-Simplon   | familiäre Grunde       |

## Teilnehmerfeld
UCI ProTeams
 Team CSC-Saxo Bank
 Matti Breschel
 Lars Bak
 Jason McCartney
 Chris Anker Sørensen
 Juan José Haedo
 Gustav Larsson
 Kasper Klostergård
 Michael Blaudzun
 Team Columbia
 Marco Pinotti
 Scott Davis
 John Devine
 Roger Hammond
 Andreas Klier
 František Raboň
 Vicente Reynés
 Silence-Lotto
 Dominique Cornu
 Dries Devenyns
 Nick Gates
 Pieter Jacobs
 Jürgen Roelandts
 Bert Roesems
 Geert Steurs
 Maarten Tjallingii
 Team Gerolsteiner
 Markus Zberg
 Thomas Fothen
 Sven Krauß
 Johannes Fröhlinger
 Oscar Gatto
 Tom Stamsnijder
 Carlo Westphal
Professional Continental Teams
 Barloworld
 Enrico Gasparotto
 Francesco Bellotti
 Diego Caccia
 Patrick Calcagni
 Marco Corti
 Daryl Impey
 Hugo Sabido
 Steve Cummings
 CSF Group-Navigare
 Paride Grillo
 Rubén Bongiorno
 Tiziano Dall’Antonia
 Mauro Richeze
 Francesco Tomei
 Matteo Priamo
 Mauro Finetto
 Marco Frapporti
 Skil-Shimano
 Tom Veelers
 Sebastian Siedler
 Roy Curvers
 Robert Wagner
 Kenny van Hummel
 Fabien Bacquet
 David Deroo
 Garmin-Chipotle
 Tyler Farrar
 Steven Cozza
 Lucas Euser
 Christophe Laurent
 Daniel Martin
 Pat McCarty
 Killian Patour
 Christopher Sutton
 Elk Haus-Simplon
 Harald Totschnig
 Harald Starzengruber
 Stefan Rucker
 Jochen Summer
 Markus Eibegger
 Clemens Fankhauser
 Daniel Schorn
 Topsport Vlaanderen
 Niko Eeckhout
 Bart Vanheule
 Kenny Dehaes
 Sven Renders
 Frederiek Nolf
 Maarten Neyens
 Nikolas Maes
 Preben Van Hecke
Continental Teams
 Team GLS-Pakke Shop
 Brian Vandborg
 Martin Pedersen
 Jonas Aaen Jørgensen
 Morten Reckweg
 Kristoffer Nielsen
 Roy Hegreberg
 Christofer Stevenson
 Thomas Riber-Sellebjerg
 Glud & Marstrand Horsens
 Kim Nielsen
 Jacob Nielsen
 Morten Voss Christiansen
 Michael Berling
 Christopher Juul Jensen
 Jesper Odgaard Nielsen
 Nicolaj Olesen
 Luthando Kaka
 Designa Køkken
 Jakob Fuglsang
 Michael Reihs
 Allan Johansen
 René Jørgensen
 Rasmus Guldhammer
 Kasper Jebjerg
 Martin Mortensen
 Thomas Oredsson
 Team Løgstør
 Daniel Foder
 Jacob Kollerup
 Morten Høberg
 Philip N. F. Nielsen
 Kristian Sobota
 Simon Lerbech
 Thomas Bendixen
 Mads Bugge Andersen
 Team Post Danmark
 Frank Høj
 Troels Vinther
 Thomas Kvist
 Lars Ulrich
 Kalle Corneliussen
 Anders Hilligsøe
 Mads Christensen
 Søren Nissen